# Missile
Pour les articles homonymes, voir Missile (homonymie).
Pour la DJ, voir DJ Missill.
 (octobre 2020).
Si vous disposez d'ouvrages ou d'articles de référence ou si vous connaissez des sites web de qualité traitant du thème abordé ici, merci de compléter l'article en donnant les références utiles à sa vérifiabilité et en les liant à la section « Notes et références ».

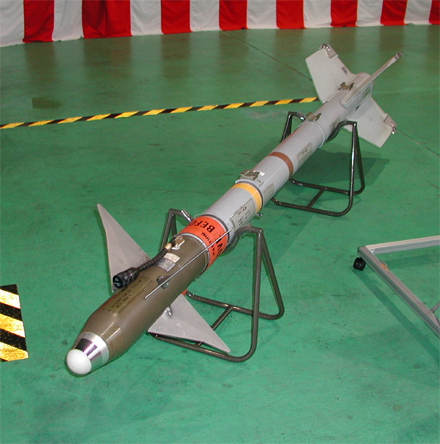
Le missile air-air AIM-9 Sidewinder, à guidage infrarouge.

Un missile est un projectile autopropulsé et guidé, utilisé notamment comme arme avec une charge militaire explosive. Il est constitué :
- d'un propulseur : moteur-fusée, réacteur (généralement statoréacteur), voire les deux (une fusée donnant l'impulsion de départ, avant d'être relayée par un statoréacteur) ;
- d'un système de guidage, qu'il soit externe (téléguidage) ou indépendant (autoguidage) ;
- d'une charge utile, qui peut être une charge militaire (explosive, incendiaire, chimique, biologique, etc.) ou non, un système électronique (drone de reconnaissance, missile scientifique ou expérimental) voire un simple poids pour équilibrer l'engin (missile cible) ou une masse inerte (missile de propagande transportant des tracts).

## Terminologie
Le terme « missile » désigne initialement une arme de trait avant de désigner un engin autopropulsé. La règle généralement utilisée de nos jours veut que :
- les engins possédant un guidage soient nommés missiles, quel que soit le système de propulsion ;
- mis à part quelques prototypes datant des environs de la Seconde Guerre mondiale, tous ces engins aient un système de guidage ;
- contrairement aux missiles, les roquettes ne sont propulsées qu'en début de course (elles peuvent cependant être guidées, généralement au moyen d'un empennage ou d'ailettes) ;
- les projectiles (guidés ou non) se déplaçant sous la surface de l'eau soient nommés torpilles.
- Pour une application civile ou expérimentale, il existe le terme de fusée-sonde.

Il existe cependant des exceptions, telles que les projectiles des lance-roquettes multiples, qui sont actuellement le plus souvent autoguidés tout en conservant le nom de roquettes, ou des prototypes datant d'une période où les systèmes électroniques étaient bien plus coûteux, fragiles et volumineux qu'actuellement. Une telle utilisation de ce terme est exceptionnelle et, en général, due à un contexte historique particulier (prototype ancien, dénomination qui perdure bien qu'elle soit devenue impropre).

## Historique

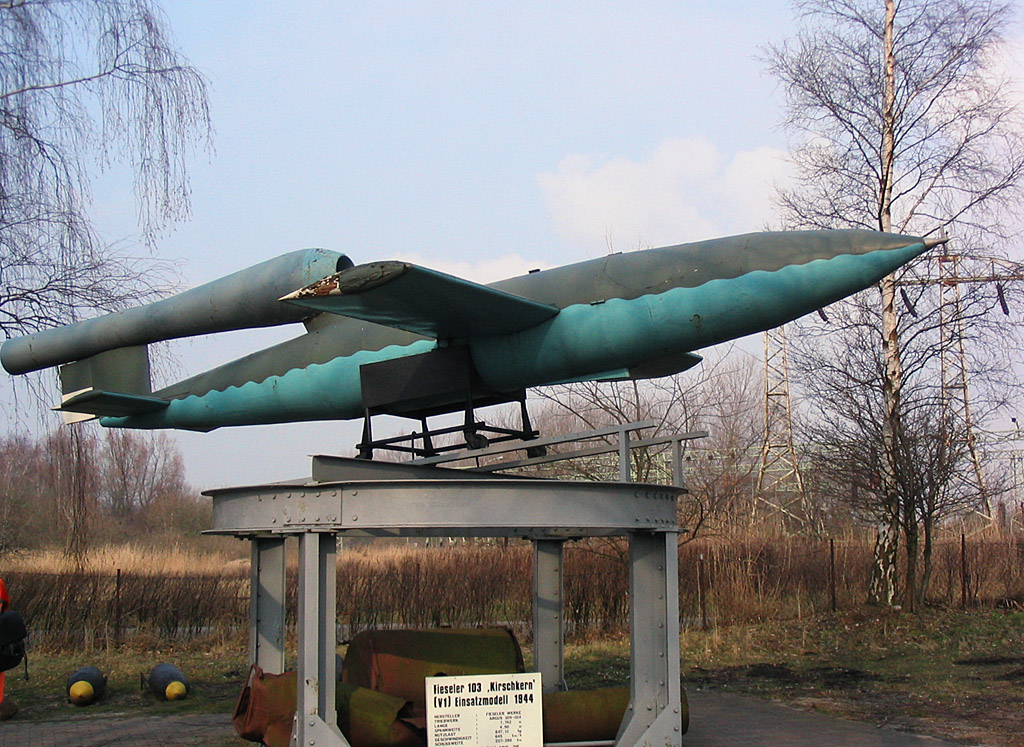
Missile V-1 allemand de la Seconde Guerre mondiale.

Dès le VIe siècle des fusées récréatives ou de guerre semblent attestées en Chine. Des lanceurs de fusées multiples à main (et transportés dans des paniers) étaient également utilisés par les chinois ou avec des chariots appelés hwacha chez les coréens dès 1377. Le hwacha a été créé par Choi Mu-seon, qui innova dans la production de la poudre à fusée et fut l'auteur de la première fusée coréenne, sous la dynastie Choeson.
À la fin du XVIIIe siècle et au début du XIXe siècle, des fusées à têtes explosives ou incendiaires sont testées dans les armées régulières européennes[réf. nécessaire]. Le modèle le plus connu fut sans doute celui dit « de Congreve », inspiré par les fusées du royaume de Mysore (dans l'actuelle Inde), utilisé par les armées anglaises. Le perfectionnement des canons durant la seconde partie du XIXe siècle entraîna l'abandon des fusées à tête explosive. Toutefois, des modèles éclairants et/ou incendiaires semblent avoir été utilisés, et le sont toujours de nos jours.
En octobre 1914, durant la Première Guerre mondiale, l'armée allemande commença à développer un biplan armé de torpilles qui fut lancé depuis un zeppelin. Les essais en vol eurent lieu en avril 1917 mais cette arme ne fut jamais déployée. Durant cette même guerre, plusieurs ballons d'observation français furent abattus par des fusées incendiaires (ce qui poussa à l'adoption du parachute par les aérostiers). L'armée française utilisa aussi des fusées à poudre lancées par avion pour abattre des ballons d'observation allemands.

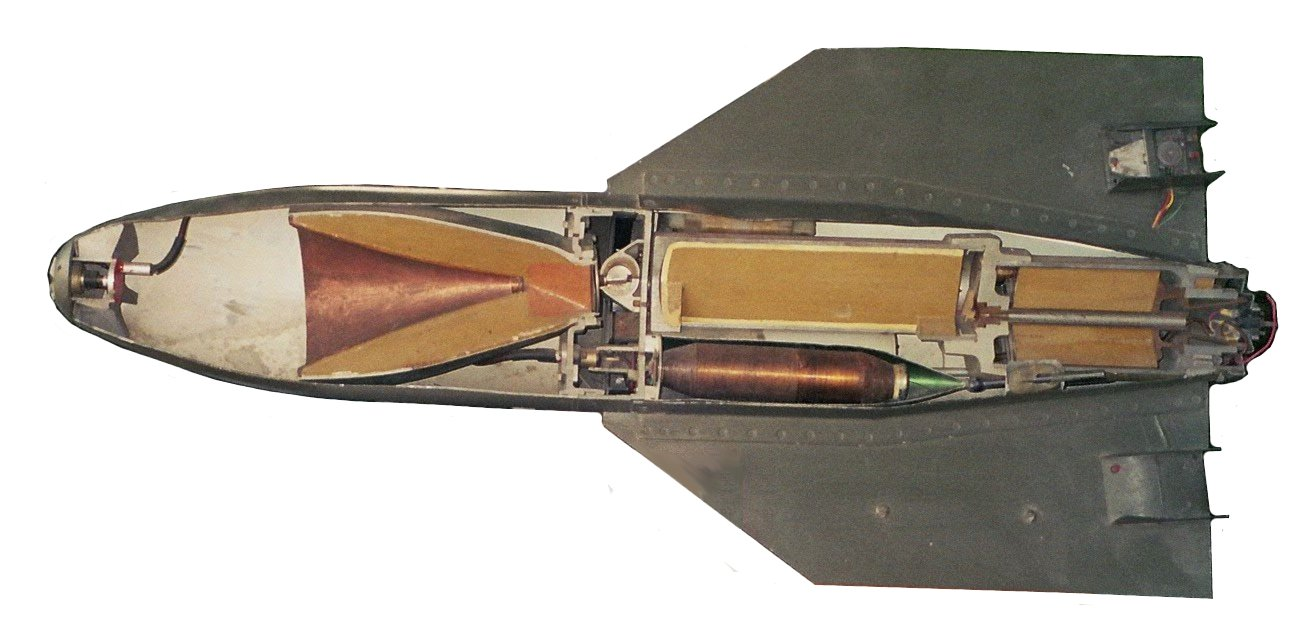
Coupe d'un missile antichar français ENTAC de 1re génération, entré en service dans les années 1950.

Les premiers missiles opérationnels de l'Histoire furent utilisés par le Troisième Reich durant la Seconde Guerre mondiale. Leur mise au point avait commencé en 1932, dans un laboratoire de Kummersdorf. La première victime de ces armes fut l'escorteur Egret de la Royal Navy. Moins de deux semaines plus tard, en septembre 1943, lorsque l'Italie fit volte-face et épousa la cause des Alliés, une bombe planante radiocommandée Fritz X, larguée depuis un bombardier, coula le navire de ligne de 35 000 t Roma de la marine militaire italienne. L'efficacité de ces bombes guidées a été évaluée à 40 %.

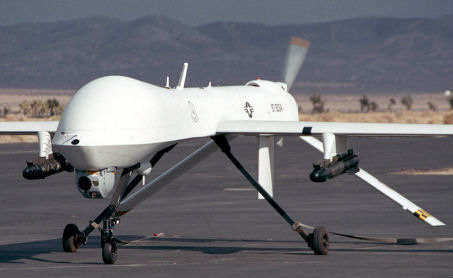
Predator et ses Hellfire accrochés au pylône sous voilure.

Puis vinrent les V1 et V2 allemands mis au point en 1944 et utilisés pour bombarder Londres et Anvers. Ils avaient été conçus par Wernher von Braun. Cet ingénieur se rendit aux forces américaines avec son équipe. C'est lui qui, après les échecs répétés des fusées Vanguard de la marine américaine construites sans son concours, allait devenir dans les années 1960 le père technique du Programme spatial des États-Unis (voir Opération Paperclip). Deux autres missiles furent mis au point par l'Allemagne pendant la Seconde Guerre mondiale : le missile antinavire Henschel Hs 293 A et le missile air-air Kramer X4, tandis que plusieurs autres projets dont quatre de missile sol-air et un missile antichar étaient en cours.
Les Alliés étaient très en retard dans ce domaine, seuls les États-Unis ayant mis en service en 1945 une bombe planante autoguidée (Bat) qui fut utilisée à quelques reprises durant les campagnes du Pacifique. Après la guerre furent développés les premiers missiles air-air, sol-air et sol-sol. On peut citer quelques dates :
- en 1955 entra en service le premier missile antichar opérationnel, il s'agit du SS 10 français ;
- la première victoire aérienne obtenue par un missile intervint lorsqu'un AIM-9 Sidewinder tiré par un F-86 Sabre taïwanais abattit un MiG-15 de la république populaire de Chine, le 24 septembre 1958 ;
- l'Union soviétique abattit un avion espion américain U-2 le 1er mai 1960 grâce à ses missiles sol-air SA-2 ;
- en octobre 1962 éclata la Crise des missiles à la suite du déploiement de missiles nucléaires soviétiques à Cuba ;
- dans les années 1970, l'industrie française a produit le missile anti-navire Exocet qui s'est rendu célèbre entre les mains de l'Argentine, en coulant des navires britanniques pendant la Guerre des Malouines ;
- durant la guerre Iran-Irak, on assista aux premiers bombardements massifs de villes par des missiles balistiques depuis 1945, des Scuds, utilisés par les deux parties en conflit.

## Propulsions
Différents types de propulsions ont été ou sont utilisés. Ce sont principalement des fusées, des réacteurs ou des engins mixtes.

### Propulsion par fusées

#### À carburant solide
C'est encore le propulseur le plus courant pour les petits missiles. En particulier les missiles individuels anti-char.

#### À carburant liquide
La dangerosité des carburants et comburants (propergols, ergols) employés a été la cause de leur abandon progressif. Ce type de propulsion est cependant extrêmement efficace pour l'envoi de « gros » missiles utilisant une technologie moyenne voire faible. Le premier missile réussi utilisant cette propulsion a été le V2 allemand de la Seconde Guerre mondiale.

### Propulsion par réacteurs
- Simple flux : des essais ont été effectués après la Première Guerre mondiale, abandonnés à cause du prix de revient de tels missiles.
- Éventuellement double-flux ou turbo-fan ou modèle plus moderne que le simple flux.
- Statoréacteur : le propulseur actuellement le plus courant sur les missiles. Bon marché, faciles à fabriquer et solides, les statoréacteurs sont devenus le principal mode de propulsion des missiles non semi-balistiques (une fusée est nécessaire pour la sortie de l'atmosphère)
  - Statoréacteur « classique » à carburant liquide :
  - Statoréacteur à carburant gazeux : le carburant est stocké sous forme de gaz comprimé (rare car le container est lourd), ou de produits solides, se décomposant en gaz inflammables lorsqu'ils sont chauffés. Les carburants gazeux se mélangeant mieux au comburant (air) que les carburants liquides, ce systèmes est plus efficace à très grande vitesse (Mach 5 et plus). Ce type de stato-réacteur extrêmement rapide est souvent nommé scramJet.
  - Statofusée : les statofusées sont des stato-réacteurs à carburant solide. Le carburant est déposé sur la paroi interne du réacteur. L'alimentation en comburant se fait par une prise d'air, identique à celle d'un stato-réacteur « classique ». Les stato-fusées sont extrêmement économiques en entretien. Cela entraîne des économies d'argent, de personnel qualifié ainsi qu'une fiabilité accrue après de longues périodes de stockage. Sont aussi parfois nommés stato-fusée des stato-réacteurs dont les prises d'air peuvent être fermées, et où un comburant (généralement de l'oxygène stocké sous forme liquide) peut être injecté. Cela permet au moteur de se comporter comme un statoréacteur en atmosphère, ou en fusée. En 2007, ce type de moteur en est, généralement, au stade expérimental.

### Propulsion mixte fusée/statoréacteur
Ce couple de propulseurs est classique pour les missiles sol-air, sol-mer et sol-sol. La fusée donne au statoréacteur la vitesse qui lui est nécessaire pour fonctionner, puis elle est éjectée. À contrario, de nombreux missiles air-air, air-mer, air-sol ne sont propulsés que par un statoréacteur, la vitesse initiale permettant l'ignition du statoréacteur étant la vitesse de l'avion tirant le missile.

## Classification

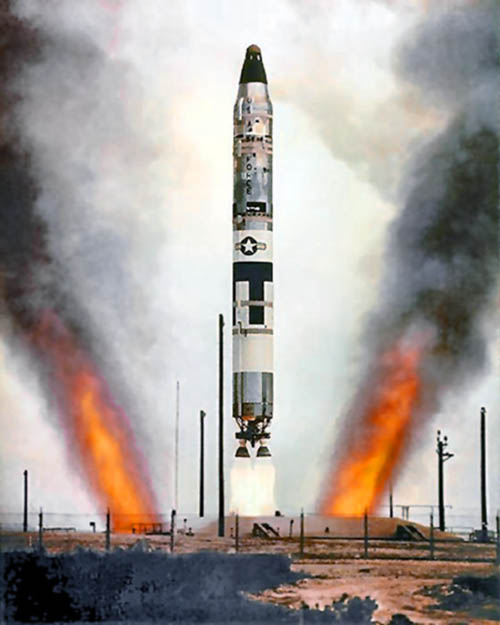
Un missile balistique intercontinental américain Titan II tiré depuis son silo.

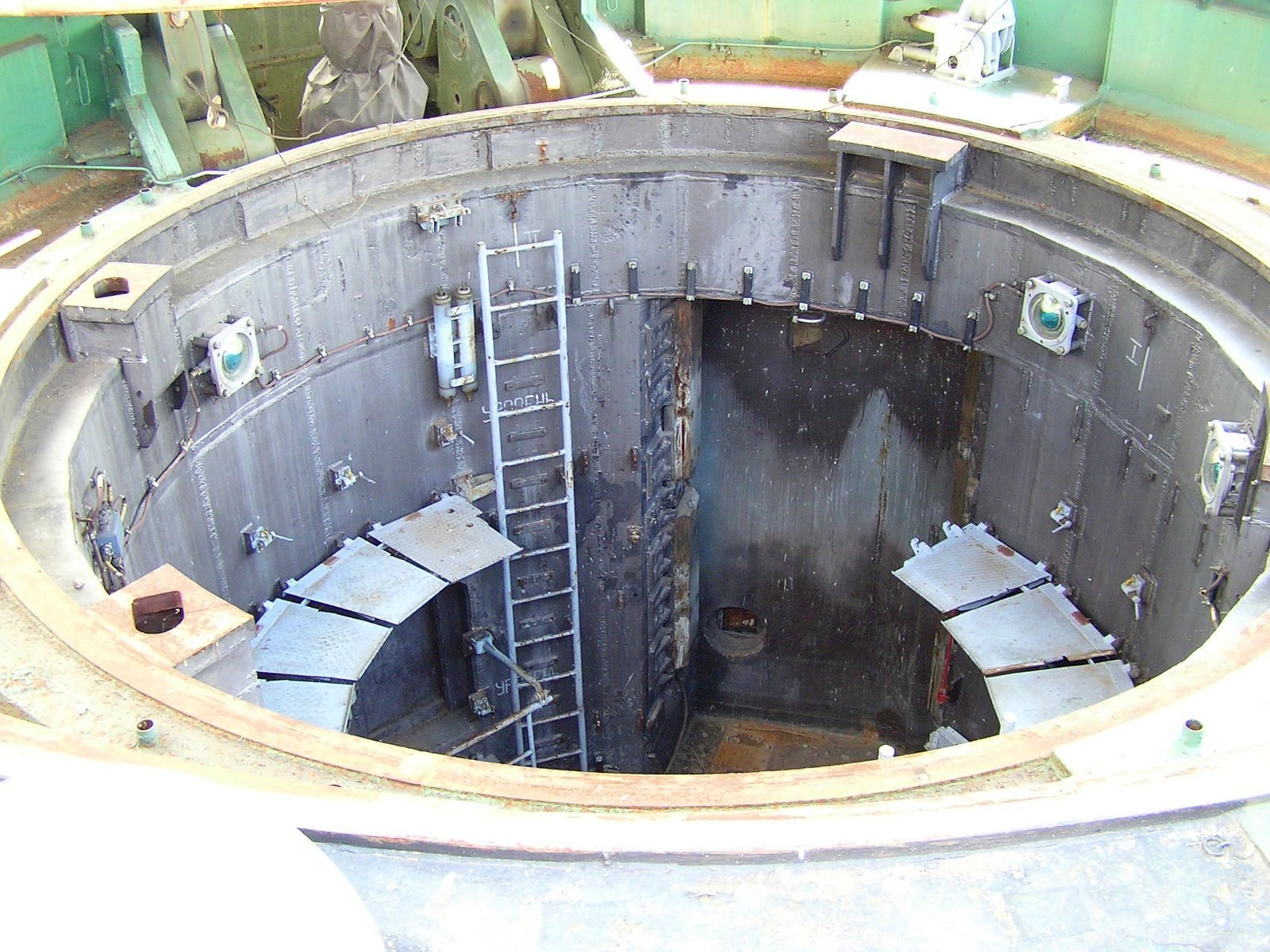
Exemple de silo russe du Musée des forces stratégiques.
Remarque : Certains de ces silos ont été recyclés, ou devaient l'être par exemple en France pour le stockage de munitions non explosées, chimiques, datant de la Première Guerre mondiale, en attente de démantèlement.

Les missiles peuvent être catégorisés en fonction de nombreux critères. Ces différentes catégorisations se recoupent partiellement et rendent une classification des différents missiles relativement complexe : ainsi, par exemple, un missile mer-sol peut être soit un missile balistique soit un missile de croisière, et un missile anti-char n'est qu'une version spécialisée du missile air-sol.

### Classification par le profil de mission
En fonction de leur profil de mission (plate-forme de tir et objectif) :
- missile sol-sol : attaque d'une cible fixe ou mobile sur terre à partir d'une plate-forme de tir terrestre ;
- missile sol-air : attaque d'une cible aérienne à partir d'une plate-forme de tir terrestre ;
- missile air-sol : attaque d'une cible fixe ou mobile sur terre à partir d'un aéronef (avion ou hélicoptère) ;
- missile air-air : attaque d'un avion par un autre avion (combat aérien) ;
- missile mer-mer : attaque d'un navire par un autre navire.

### Classification par le type de cible
Uniquement en fonction de leur cible :
- missile anti-char : destiné à détruire un char ;
- missile anti-navire : destiné à détruire un navire ;
- missile anti-sous-marin : destiné à détruire un sous-marin ;
- missile anti-aérien : destiné à détruire un aéronef ;
- missile anti-radar : destiné à détruire un radar ;
- missile antibalistique : destiné à détruire un missile balistique ou une roquette ;
- missile anti-satellite et ainsi de suite.

### Classification par la portée
En fonction de leur portée :
- très courte portée : quelques kilomètres maximum ;
- courte portée : quelques dizaines de kilomètres maximum ;
- longue portée : jusqu'à une centaine de kilomètres ;

voire, dans le cas des missiles nucléaires ;
- tactique : quelques centaines de kilomètres ;
- stratégique : plusieurs milliers de kilomètres.

### Classification par le type de vol
En fonction de leur type de vol :
- les missiles balistique tactiques, à très courte portée, soit de quelques centaines de mètres à quelques dizaines de kilomètres, sauf exception, utilisés sur le champ de bataille pour détruire des cibles précises, telles que des engins blindés ou des avions. Ces missiles anti-char, anti-aérien ou anti-navire ont une trajectoire tendue et non balistique. En effet, l'influence de la gravité sur leur parcours est mineure : beaucoup de ces missiles sont propulsés durant la totalité ou au moins la plus grande partie de leur vol, qui se déroule le plus souvent dans l'atmosphère et donc rarement au-delà de celle-ci ;
- les missiles de croisière, dont la portée est rarement supérieure à quelques centaines de kilomètres, propulsés durant tout leur vol, mais lents puisque subsoniques le plus souvent, qui peuvent être armés comme les missiles balistiques d'ogives conventionnelles ou nucléaires. Ils volent à très basse altitude, ce qui constitue leur principale protection pour échapper à la détection[3].
- les missiles balistiques, dont la portée va de quelques dizaines de kilomètres à plusieurs milliers de kilomètres, propulsés par un moteur-fusée durant leur phase initiale de vol, atteignant des vitesses très élevées de plusieurs kilomètres par seconde (entre Mach 5 et Mach 20) lorsque la gravité ramène l'ogive balistique sur Terre, et armés d'ogives militaires conventionnelles ou nucléaires. Ces missiles contiennent une forme de mécanisme de guidage et de contrôle durant la phase terminale de leur vol afin d'obtenir une bonne précision de tir. Les roquettes sont une variante non guidée de ces missiles ;
- les missiles ou planeurs hypersoniques, propulsés par un moteur-fusée ou un statoréacteur pendant une partie de leur vol leur permettant d'atteindre une très grande vitesse, supérieure à Mach 5 et d'adopter un profil de vol à plus basse altitude que les missiles balistiques. La combinaison de ces deux caractéristiques les rend très difficiles à détecter et à intercepter[4].

### Classification par le système de guidage
En fonction de leur système de guidage : voir ci-dessous.

## Guidage

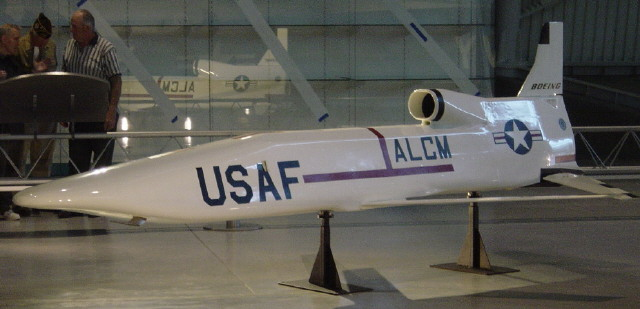
Un missile de croisière air-sol américain AGM-86 ALCM.

D’un point de vue technique, il existe de nombreux systèmes de guidage différents. Ils dépendent des caractéristiques de la cible et du degré de précision que la mission et la munition rendent nécessaires.
- Guidage inertiel : tout d'abord utilisé sur les missiles à longue portée (missiles stratégiques et missiles de croisière) ; il utilise une centrale inertielle associant trois gyroscopes (un pour chaque axe), ce qui leur permet de maintenir un cap de façon prolongée. Cependant, les gyroscopes étant victimes d’une certaine dérive sur les longues distances, on tend à leur adjoindre aujourd’hui un système de guidage par GPS pour recaler leur positionnement ; des bombes et missiles de dernière génération mis en œuvre par l'armée américaine fonctionnent ainsi.
- Guidage topographique : certains missiles de croisière comparent en permanence la topographie du terrain survolé à une carte préalablement établie qu’ils gardent en mémoire, repérant ainsi toute variation par rapport à l’itinéraire fixé.
- Guidage laser : lorsqu’une grande précision est requise (missile anti-char ou anti-bunker), on utilise généralement un guidage laser. La cible est « illuminée » par un laser dont la tache est perçue par le système d'autoguidage du missile qui s'aligne dessus pour assurer l'impact.
- Guidage vidéo : une caméra permettant généralement une vision nocturne est installée dans le nez du missile et permet de guider le missile à distance.
- Guidage infrarouge : essentiellement utilisé par les missiles sol-air et air-air de courte portée, un autodirecteur infrarouge permet de se caler sur le rayonnement infrarouge émis par les tuyères du turboréacteur ou du turbomoteur de l'appareil ennemi. L’avantage de ce genre de système est son autonomie et son fonctionnement passif (il ne produit que peu de signaux détectables). La portée du détecteur d'infrarouges n’excède toutefois guère une vingtaine de kilomètres.
- Guidage radio : avec le filoguidage et l'autoguidage inertiel, c'est le système le plus anciennement utilisé. Il a cependant été abandonné pour des applications militaires, sa sensibilité aux contre-mesures électroniques (brouillage, prise de contrôle) le rendant peu fiable.
- Guidage optique/astral : certains missiles semi-balistiques sont dotés d'un télescope leur permettant de repérer des étoiles servant de repère de navigation. Ce système n'est utilisable qu'hors atmosphère ou à très haute altitude, faute de quoi il ne serait possible de tirer les missiles que par des nuits sans nuages. Note: ce système est toujours associé à d'autres systèmes.
- Guidage par variation de pesanteur : certains missiles semi-balistiques ont été équipés de systèmes détectant les variations de pesanteur. La croûte terrestre n'étant pas homogène, la pesanteur varie légèrement suivant l'endroit où l'on se trouve, et non uniquement suivant l'altitude. L’étude de ces variations est une technique traditionnelle de l'étude du sous-sol. À partir du moment où il a été possible de miniaturiser suffisamment un système d'évaluation de la pesanteur, il a été possible de se servir de cette information pour guider un missile. Une des difficultés rencontrées a été la constitution de cartes recensant ces variations. Les éventuelles cibles rechignant à laisser un ennemi potentiel avoir accès à de telles informations. De tels systèmes de mesure de pesanteur utilisent l'atténuation de la pesanteur entre 2 points superposés, et non le calcul de la pesanteur associé à la connaissance de l'altitude. Nota: ce système est toujours associé à d'autres systèmes.
- Guidage par détection des anomalies magnétiques : la cause de ces anomalies est, là aussi, les variations de composition et d'épaisseur de la croûte terrestre. Nota : ce système est toujours associé à d'autres systèmes.

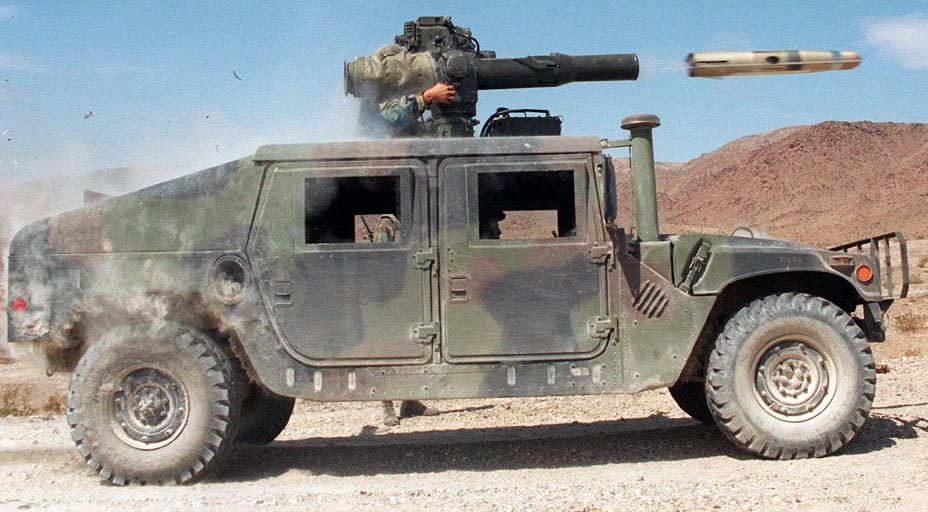
Tir d'un missile antichar TOW filoguidé.

- Filoguidage : certains missiles à courte portée (comme les missiles anti-char) utilisent un guidage par fibre optique ou par câble électrique. Ils dévident derrière eux, durant leur vol, un long fil grâce auquel un opérateur leur expédie des informations depuis la station de tir, souvent afin de les guider. Le poste de tir est généralement constitué d'un système de pointage optique opéré par un tireur.
- Guidage radar : tout d'abord employé sur les missiles sol-air et air-air de moyenne et longue portée, qui ont généralement recours à un guidage radar actif (le missile possède alors son propre radar) ou bien semi-actif (dans ce cas, le missile utilise le radar de l’avion lanceur). Le guidage radar semi-actif est utilisé par le AH-64 Apache de dernière génération pour guider ses missiles antichar, à la place du filoguidage utilisé jusqu'à présent.

Certains missiles, souvent anti-navires, utilisent successivement plusieurs types de guidage: inertiel juste après leur lancement, puis radar lorsqu’ils ont localisé leur cible. D'autres se calent sur les ondes électromagnétiques émises par leurs cibles (cas des missiles anti-radar).
De nos jours, tous les missiles devant parcourir de grandes distances (balistique, semi-balistique, croisière) associent différentes techniques, complémentaires les unes des autres.

## Démantèlement
S'il n'a pas été utilisé, le missile désuet reste un objet dangereux, notamment les armes à sous-munitions telles que les roquettes MLRS. Le rejet en mer ou en lac des munitions non explosées n'est plus une solution acceptable, tout comme leur destruction par explosifs dans la nature, source de pollutions et de risque.
Des unités spéciales de démantèlement avec traitement thermique des matériaux qui peuvent l'être et recyclage possible de certains éléments ou métaux précieux se mettent en place, dont en France en 2014 à Bourges-Le Subdray (Cher) où a été inauguré le missilier MBDA, dans un site classé « Seveso 2 seuil haut » cerné d’arbres un premier site français de « démantèlement de munitions complexes » (capacité : 6 missiles/jour, soit 2 500 t/an. ce qui ne permettra que d'essentiellement traiter les missiles produits par ce fabricant pour le compte des services interarmées des munitions de l’armée française et peut être quelques stocks d'autres pays européens ayant ratifié la Convention d'Oslo sur les armes à sous-munitions) ; les propulseurs et allumeurs seront brûlés à 600-800 degrés dans un four blindé, mais la charge militaire envoyée chez l’industriel norvégien Nammo.